# Evdochia Aelenei
Evdochia Aelenei (n. 25 februarie 1964, Blăgești, România) este un fostă senatoare româncă, aleasă în legislatura 2020-2024 din partea AUR. 